# خانه حسین کرمی
خانه حسین کرمی مربوط به دوره قاجار است و در بوشهر، محله بهبهانی واقع شده و این اثر در تاریخ ۷ مرداد ۱۳۸۲ با شمارهٔ ثبت ۹۲۸۰ به‌عنوان یکی از آثار ملی ایران به ثبت رسیده است.